# Se Sobreviver, Case!
Se Sobreviver, Case! foi um reality show brasileiro, coproduzido pela Floresta Produções e exibido pelo Multishow. O programa tinha como objetivo testar casais em uma reserva ambiental, no coração da Mata Atlântica em São Paulo (primeira temporada), em uma praia deserta na cidade de Peruíbe (segunda temporada), no Parque Nacional Serra da Capivara (terceira temporada) no Piauí e no Delta do Parnaíba (quarta temporada), passando por diversos momentos em um desafio de sobrevivência.

## Formato
Inicialmente, quatro casais, sendo três heteros e um homossexual, terão que sobreviver por 20 dias, sem roupas, em um local deserto, passando por vários perrengues como as mudanças climáticas, a sede e a fome, sendo divididos por abrigos nas cores verde, vermelho, azul e amarelo. Além disso, também acontece o escambo, onde são realizadas as trocas dos parceiros de cada tribo para compartilhamento de itens e experiências. A cada dia, o casal recebe um baú misterioso, podendo receber recompensas como objetos ou animais para consumo, acompanhados de um mapa para a próxima missão. No último dia, os casais recebem suas roupas de volta e se separam novamente, se reencontrando para um pedido de casamento. Não há premiação, já que o objetivo da experiência é testar a convivência entre os casais e o limite de uma relação.
Na terceira temporada, o programa deixa de chamar casais anônimos e passa a focar em influenciadores digitais, tendo como objetivo impulsionar o engajamento do programa. Também houve o aumento no número de casais, passando a ser cinco, com quatro heteros e um homossexual, mas sendo mantido os quatro abrigos com as mesmas cores das duas primeiras temporadas, com um casal ocupando o mesmo abrigo (com isso ocorrendo no abrigo azul). Nessa temporada também teve a inclusão de provas entre os parceiros de cada abrigo, valendo recompensas preciosas.
A quarta temporada trouxe pela primeira vez a participação de um casal poligâmico, formado por duas mulheres e um homem. Ainda foi mantido o número de casais da temporada anterior, sendo cinco no total, com três heterossexuais, um homossexual e um trisal. Nessa temporada, a novidade passou a ser no escambo, que foi formado por dois quartetos por um dia, compostos por parceiros diferentes, com a experiência ocorrendo apenas no primeiro dia. Já no segundo dia, volta o formato tradicional dos casais divididos por três abrigos em três cores diferentes, uma redução na quantidade de abrigos nas temporadas anteriores, que costumava ser em quatro. Também nessa temporada, as provas passam a ser entre os próprios abrigos, com o casal vencedor recebendo uma recompensa e o perdedor uma consequência e houve a inserção dos nômades, que são casais que dividem o mesmo abrigo, mas que se enfrentam nas provas para permanecer neste.
Caso haja desistência de um casal, o mesmo é substituído por outro reserva no meio do desafio. O feito ocorreu na primeira, terceira e quarta temporada, com a última sendo a que mais teve substituições com a desistência de dois casais. Além disso, caso o casal decida terminar o relacionamento no meio da experiência ou um dos parceiros precisar deixar o programa por questões de saúde, os mesmos são automaticamente eliminados do programa, com esse feito ocorrendo na terceira e na quarta temporada.

## Melhor casal
Incluso na segunda temporada, o público define qual foi o melhor casal do programa, recebendo como prêmio um final de semana num hotel cinco estrelas, com o resultado sendo revelado durante a exibição do último episódio. Na segunda temporada, o casal favorito era aquele que obtivesse mais menções usando a hashtag do programa através do twitter e na terceira temporada, a votação passou a ser numa enquete no site do Multishow.
| Temporada | Casal           | Abrigo |
| --------- | --------------- | ------ |
| 2         | Alisha e Gerson | Azul   |
| 3         | Tabatha e Igor  | Azul   |

## Elementos
- Caixa Misteriosa - Os abrigos ao longo dos dias recebem uma caixa misteriosa ou surpresa (nas duas primeiras temporadas eram chamadas de baú misterioso), contendo itens como panela, lança, bússola, mapa, alimentos, uma missão ou uma consequência através de pergaminhos. As equipes também recebem um animal vivo como porco e galinha.
- Escambo - Um parceiro terá que trocar de casal, tendo que sobreviver com outra pessoa totalmente diferente passando a noite em sua barraca. Os participantes estão autorizados a compartilhar objetos.
- Abrigo 5 Estrelas - Caso o casal cumpra algumas missões da Caixa Misteriosa e apresente um bom desempenho, os parceiros são recompensados para passar o dia em um abrigo especial, tendo todos os privilégios como uma cama de casal ao ar livre, chuveiro, itens de higiene e alimentos de primeira classe.
- Provas - Incluso na terceira temporada, os abrigos terão que encarar algum desafio determinado pela produção, onde terão que cumprir alguma tarefa para receber as recompensas. A partir da quarta temporada, passaram a acontecer disputas diretas entre os casais, onde o melhor casal recebia as recompensas da caixa misteriosa e se caso houvesse um abrigo com dois casais, sendo o casal novato conhecido como nômades, os próprios se enfrentariam e apenas o casal vencedor ficaria com o abrigo, enquanto que o casal derrotado é obrigado a procurar um novo lugar ou desistir da experiência.
- Nômades - Incluso na quarta temporada, são casais novatos que dividem o mesmo abrigo com veteranos, participando da experiência com todos os elementos, além de se enfrentarem nas provas para permanecer no abrigo.[11]

## Participantes

#### Primeira temporada
| Episódios | Casal                            | Idades            | Ocupações                       | Localização                    | Ref.   |
| --------- | -------------------------------- | ----------------- | ------------------------------- | ------------------------------ | ------ |
| 20        | Paula Caldas e Renato Costa      | 33 anos e 37 anos | Terapeuta holística e Fotógrafo | São Paulo                      |        |
| 20        | Sayuri Irie e Wender Guidine     | 30 anos e 38 anos | Hipnólogos                      | Santo André e São João del-Rei |        |
| 3         | Layra Silva e Viviana Oliveira   | 23 anos e 36 anos | Enfermeiras                     | Bauru                          | [ 12 ] |
| 20        | Vitória Duarte e Stefano Livani  | 25 anos e 29 anos | Estudante e Modelo              | Rio de Janeiro e São Paulo     |        |
| 17        | Gabriela Satiro e William Johnny | 24 anos e 31 anos | Vendedora e Modelo              | Campinas e São Paulo           | [ 12 ] |

#### Segunda temporada
| Episódios | Casal                               | Idades            | Ocupações      | Localização               | Ref.   |
| --------- | ----------------------------------- | ----------------- | -------------- | ------------------------- | ------ |
| 20        | Alisha e Gérson Yamanaka            | 30 anos e 35 anos | Modelo e Coach | Curitiba                  | [ 13 ] |
| 20        | Liwarie e Witchlove                 | 19 anos e 38 anos | Modelos        | Mauá e Armação dos Búzios | [ 13 ] |
| 20        | Thaís Annunciato e Ricardo Alcerito | 40 anos (ambos)   | Empresários    | São Paulo                 | [ 13 ] |
| 20        | Tuane Carvalho e Jadson Santos      | 22 anos e 25 anos | Dançarinos     | Salvador                  | [ 13 ] |

#### Terceira temporada
| Episódios | Casal                               | Idades            | Ocupações                         | Localização                   | Ref.   |
| --------- | ----------------------------------- | ----------------- | --------------------------------- | ----------------------------- | ------ |
| 20        | Edson Damazzo e Uill Ferreira       | 35 anos e 24 anos | Coreógrafo e Consultor financeiro | Rio de Janeiro                | [ 7 ]  |
| 20        | Luana Kazaki e Arthur, o Urso       | 24 anos e 34 anos | Exibicionistas                    | João Pessoa                   | [ 7 ]  |
| 20        | Tabatha Paixão e Igor Xavier        | 26 anos e 24 anos | Modelos                           | Embu das Artes e São Paulo    | [ 7 ]  |
| 20        | Vitoria Schwarzelühr e José Alemão  | 29 anos e 31 anos | Atriz e Diretor                   | Jacareí e São José dos Campos | [ 7 ]  |
| 6         | Mário Jr. e Bárbara Santiago        | 22 anos (ambos)   | Ator e Jornalista                 | Florianópolis                 | [ 7 ]  |
| 9         | Jordana Guimarães e Ferreira Araújo | 38 anos e 25 anos | Atriz e Empresário                | Belo Horizonte e São Paulo    | [ 14 ] |

#### Quarta temporada
| Episódios | Casal                                     | Idades                     | Ocupações                | Localização                          | Ref.   |
| --------- | ----------------------------------------- | -------------------------- | ------------------------ | ------------------------------------ | ------ |
| 20        | Alencar e Kally Fonseca                   | 29 anos (ambos)            | Cantores                 | Parnamirim e Natal                   | [ 8 ]  |
| 4         | Camila Rossado e Thiago Pereira           | 31 anos e 37 anos          | Influencers              | Rio de Janeiro (ambos)               | [ 15 ] |
| 3         | Daylon Martinelli e Lourenço Zanelo       | 31 anos e 23 anos          | Ator e Bailarino         | São Paulo e Espírito Santo do Pinhal | [ 8 ]  |
| 16        | Íris Ribeiro, Igor Almeida e Isane Farias | 30 anos, 31 anos e 34 anos | Influencers              | Salvador (todos os três)             | [ 8 ]  |
| 19        | Tatiane Melo e Tom Macaveli               | 37 anos e 31 anos          | Atores                   | Pão de Açúcar e São Paulo            | [ 16 ] |
| 16        | Juli Figueiró e Felipe                    | 33 anos e 32 anos          | Caminhoneiros            | Porto Alegre (ambos)                 | [ 17 ] |
| 14        | Cris Galera e Miqueias Rocha              | 26 anos (ambos)            | Apresentadora e Produtor | Americana e São Paulo                | [ 18 ] |

## Outras aparições
Além de participarem do Se Sobreviver, Case!, alguns dos participantes passaram a competir em outros reality ou talent shows.
| Participante      | Edição Se Sobreviver, Case! | Colocação               | Reality ou talent show | Temp. | Colocação              |
| ----------------- | --------------------------- | ----------------------- | ---------------------- | ----- | ---------------------- |
| Kally Fonseca     | 4                           | Participante – Original | A Fazenda              | 15    | Eliminada – 12.º lugar |
| Tatiane Melo      | 4                           | Participante – Original | A Grande Conquista     | 2     | Eliminada – 75.º lugar |
| Jordana Guimarães | 3                           | Participante – Original | A Grande Conquista     | 2     | Eliminada – 79.º lugar |
| Alisha            | 2                           | Participante – Original | Game dos 100           | 1     |                        |

## Programas relacionados
- Se Sobreviver, Case - O React: O casal de influenciadores Edu e Fih do canal Diva Depressão fará reacts semanais dos acontecimentos do reality. Reclamações, flertes, desabafos, nada vai ficar de fora. No primeiro episódio, a dupla vai apresentar os casais participantes, trazendo, é claro, suas opiniões mais sinceras. No último, receberão todos eles para uma verdadeira lavação de roupa suja. São cinco episódios, exibidos um a cada domingo, sempre às 20h.